# Фамільяр

Любовне зілля Евелін де Морган: відьма з фамільяром, чорною кішкою, біля ніг.

Фамільяр — згідно з європейським фольклором і народними віруваннями середньовіччя і раннього нового часу, — дух або надприродна особа, яка допомагає відьмам, магам або тим, хто практикує магію. Вони з'являються в багатьох іпостасях, часто, як тварина, або час від часу, як людина чи гуманоїдне створіння.

## Образ і використання
Фамільяр — це дух, який набуває видимої форми та допомагає чаклувати. Зазвичай уявлялося, що він постає в подобі жаби, цапа, собаки, ворона, кота (особливо чорного), тхора, щура, комахи. У віруваннях басків фамільяри описувалися як жаби в людському одязі. В африканських народів фамільяром відьом часто виступає гієна чи карлик. Відьми у віруваннях могли самі перетворюватися на тварину. Церква називала фамільярів слугами диявола.
Отримати такого духа-слугу можна було від самого диявола чи успадкувати від відьми-матері. Відьма могла володіти декількома фамільярами одночасно. Вважалося, що фамільяр харчується кров'ю відьми, висмоктуючи її з пальців, родимок або бородавок. Під час судів за чаклунство в XV—XVII ст. на тілі підозрюваної відьми шукали «соски», якими вона годувала свого фамільяра. В британських віруваннях дух-помічник називався «імп».
Перша писемна згадка про фамільярів датується 1510 роком, але вказівка на використання відьмою тварини відома ще з 1324 року. Запис із Йоркшира 1510 року стверджує, що один вчитель на ім'я Джон Стюард мав трьох фамільярів у вигляді бджіл, яких годував кров'ю із власних пальців. Інша згадка 1566 року описує відьму Елізабет Френсіс, якій кіт-фамільяр допоміг убити чоловіка, котрий відмовився одружитися з нею після інтимного зв'язку.
У колоніальній Америці володіння фамільяром або спілкування з ним було одним з критеріїв визнання жінки відьмою. Зокрема, під час суду над салемськими відьмами. Хоча, й одного чоловіка звинуватили у спонуканні собаки до нападу за допомогою магічних засобів. Собаку засудили та повісили.
З XX століття ряд магічних практик, в тому числі прихильники неоязичницької релігії Вікка, почали використовувати концепцію фамільярів через їх асоціацію зі старішими формами магії. Ці сучасні практиканти використовують домашніх і диких тварин, і вважають, що невидимі версії духів-фамільярів діють як магічні допоміжні засоби.
П'єр А. Ріффар запропонував наступне визначення:
Дух-фамільяр (альтер его, двійник, особистий демон, особистий тотем, дух-компаньйон) — подвійне альтер-его індивідуума. Незважаючи на те, що може мати незалежне власне життя, він, як і раніше, тісно пов'язаний з людиною. Дух-фамільяр може бути твариною (тварина-компаньйон).

## Трактування образу
«Енциклопедія вікки та чаклунства» (2000) вказує, що концепція фамільярів походить від уявлення про тварин-тотемів і шаманських практик. Зокрема, з релігії італійських племен доримського часу. Так, Сабельські племена мали своїм тотемом бика, піцени — дятла, лукани — вовка тощо. Багато тварин були присвячені певним римським божествам. Священною тварини Діани був собака, Гекати — жаба, Прозерпіни — ворона, Пана — цап. Такі тварини, як жаба, змія, ящірка, птахи пов'язані з богинею Місяця, культ якої був поширений у Європі доби неоліту.